# SS Letitia
SS Letitia – brytyjski statek pasażerski, bliźniacza jednostka SS „Athenia”, zbudowany w połowie lat 20. XX wieku dla przedsiębiorstwa żeglugowego Donaldson Line. Podczas II wojny światowej przejęty przez Royal Navy, początkowo jako krążownik pomocniczy, później transportowiec wojska, zaś od 1944 roku statek szpitalny w Kanadzie. Po zakończeniu wojny „Letitia” powróciła do obsługi ruchu pasażerskiego, zmieniając właścicieli i nazwy. Została wycofana i złomowana w 1960 roku.

## Historia
SS „Letitia” została zbudowana w 1. połowie lat 20. XX wieku dla linii żeglugowej Anchor-Donaldson Ltd., jako własność przedsiębiorstwa Donaldson Line z Glasgow. Był to drugi statek pasażerski tego właściciela noszący tę nazwę, pierwszy uległ rozbiciu w 1917 roku. Wodowanie kadłuba nastąpiło w stoczni Fairfield Shipbuilding and Engineering Company w Govan 14 października 1924 roku, zaś rozpoczęcie eksploatacji 24 kwietnia następnego roku.
Po rozpoczęciu II wojny światowej statek został przebudowany na krążownik pomocniczy Royal Navy, jako HMS „Letitia”. 7 lutego 1941 roku uszkodził dno w wyniku wejścia na skały u wybrzeży Kanady. Skierowany do stoczni remontowej, został z kolei przebudowany na transportowiec wojska. W 1944 roku, po remoncie w Stanach Zjednoczonych, „Letitia” została statkiem szpitalnym nr 66, zarządzanym przez rząd kanadyjski. Do zakończenia wojny przewoziła rannych żołnierzy kanadyjskich do kraju.
W 1946 roku statek został przejęty przez brytyjskie Ministerstwo Transportu i przemianowany na „Empire Brent”. 20 listopada tego roku zderzył się z parowcem „Stormont”, zatapiając go i odnosząc uszkodzenia. Po przejściu modernizacji w latach 1947–1948, rozpoczął służbę na linii do Azji Wschodniej, a od 1950 roku do Australii. Po kolejnej modernizacji w latach 1951–1952 i zmianie nazwy na „Captain Cook”, przeszedł na linię do Nowej Zelandii, przewożąc emigrantów. W 1959 roku jednostkę zakupił rząd nowozelandzki, a w rok później została wycofana ze służby i sprzedana do stoczni złomowej T. W. Warda w Szkocji.

## Opis konstrukcji
SS „Letitia” była jednokominowym parowcem pasażerskim, o kadłubie długości 164 m, szerokości 20,2 m oraz zanurzeniu 8,4 m. Pojemność rejestrowa wynosiła 13 479 BRT. Statek napędzany był przez sześć turbin parowych Brown-Curtis-Fairfield o łącznej mocy 9000 shp. Maksymalna prędkość wynosiła 16 węzłów, w normalnej eksploatacji nie przekraczano 15 węzłów. Załoga statku liczyła 300 osób, liczba zabieranych pasażerów wynosiła w pierwszym okresie 1539, jako statek szpitalny 1000 chorych, zaś na linii emigranckiej 1088 osób.
Podczas służby jako krążownik pomocniczy HMS „Letitia” była uzbrojona w 8 dział kal. 152 mm i 2 działa przeciwlotnicze kal. 76 mm.